# 1992年アントノフAn-124墜落事故
1992年アントノフAn-124墜落事故は、1992年10月13日にウクライナで発生した航空事故である。ホストーメリ空港を離陸しテスト飛行を行っていたアントノフ設計局のアントノフ An-124-100（CCCP-82002）が操縦不能に陥り墜落し、乗員9人中8人が死亡した。この事故はAn-124初の全損事故かつ死亡事故であった。

## 事故機
事故機は1984年に製造番号19530501003として製造された3機目のアントノフ An-124であった。また、当初は機体記号CCCP-680345として登録されており、1986年にCCCP-82002へ変更された。

## 事故の経緯
アントノフ設計局は1990年1月から1992年12月までの間に民間の耐空性基準に関するテストを行っていた。事故当日は高速飛行時の制御特性に関するテストを行っており、機内には9人の乗員が搭乗していた。An-124はホストーメリ空港を離陸し、19,000フィート (5,800 m)まで上昇した。その後操縦桿を右に切った状態で530キロメートル毎時 (290 kn)から650キロメートル毎時 (350 kn)までの加速を開始した。

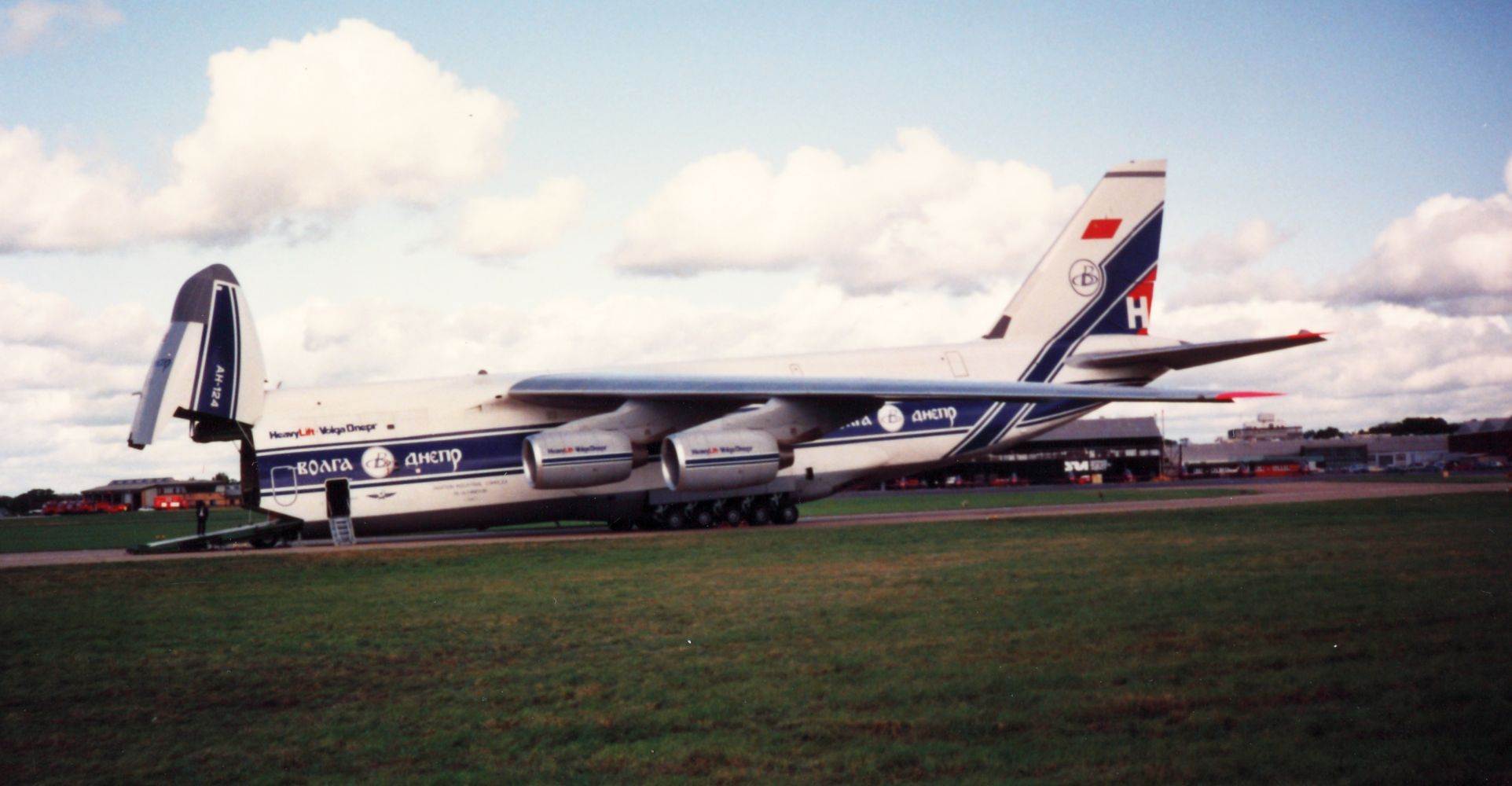
前方貨物ドアが開いた状態のAn-124

614キロメートル毎時 (332 kn)の速度まで加速したとき、突然レドームが破損した。これにより機体前方部の貨物ドアが脱落し、対気速度が急激に低下した。また、破片の一部が第3エンジンに吸い込まれ、エンジンが自動的に停止し、油圧系統も損傷を受けた。そのため、飛行計器に障害が発生し、パイロットは対気速度が分からなくなった。第2エンジンと第4エンジンの推力を上げると、第4エンジンがサージングを起こした。これは、第4エンジンの吸気口が破片により塞がれたためと考えられている。また、第1エンジンの推力を58%まで上げると機体はスリップし始め、操縦は困難となった。機長は機関士にパラシュートを使い脱出するよう指示した。この指示を受けて、後部客室に居た機関士の1人がパラシュートを使い緊急用ハッチから脱出し、重傷を負いながら生還した。パイロットはホストーメリ空港への引き返し、緊急着陸を行おうとした。空港へ向かっている最中、アントノフ An-22がAn-124と平行に飛行しながら対気速度を調べ、450キロメートル毎時 (240 kn)だとパイロットに知らせた。減速するためにパイロットはフラップを展開した。しかし油圧系統の損傷によりスラットと主翼外側のフラップしか展開されず、機体は急速に降下し始めた。パイロットは急降下を止めることができず、現地時間12時頃に機体は空港から43km西の地点に墜落した。

## 事故原因
レドームの破損は鳥との衝突が原因である可能性が報告されている。また、衝突した鳥の重さは約1.8kgと推定されている。